# Gare de Leeds
La gare de Leeds est une gare ferroviaire du Royaume-Uni. C'est la principale gare de la ville de Leeds, dans le Yorkshire de l'Ouest en Angleterre.  
Le bâtiment actuel fut bâti en 1928.  Les services à partir de Leeds sont opérés par East Coast, Virgin Trains, Northern Rail et TransPennine Express. En 2002, Network Rail, commença des travaux de rénovation de la gare.

## Situation ferroviaire

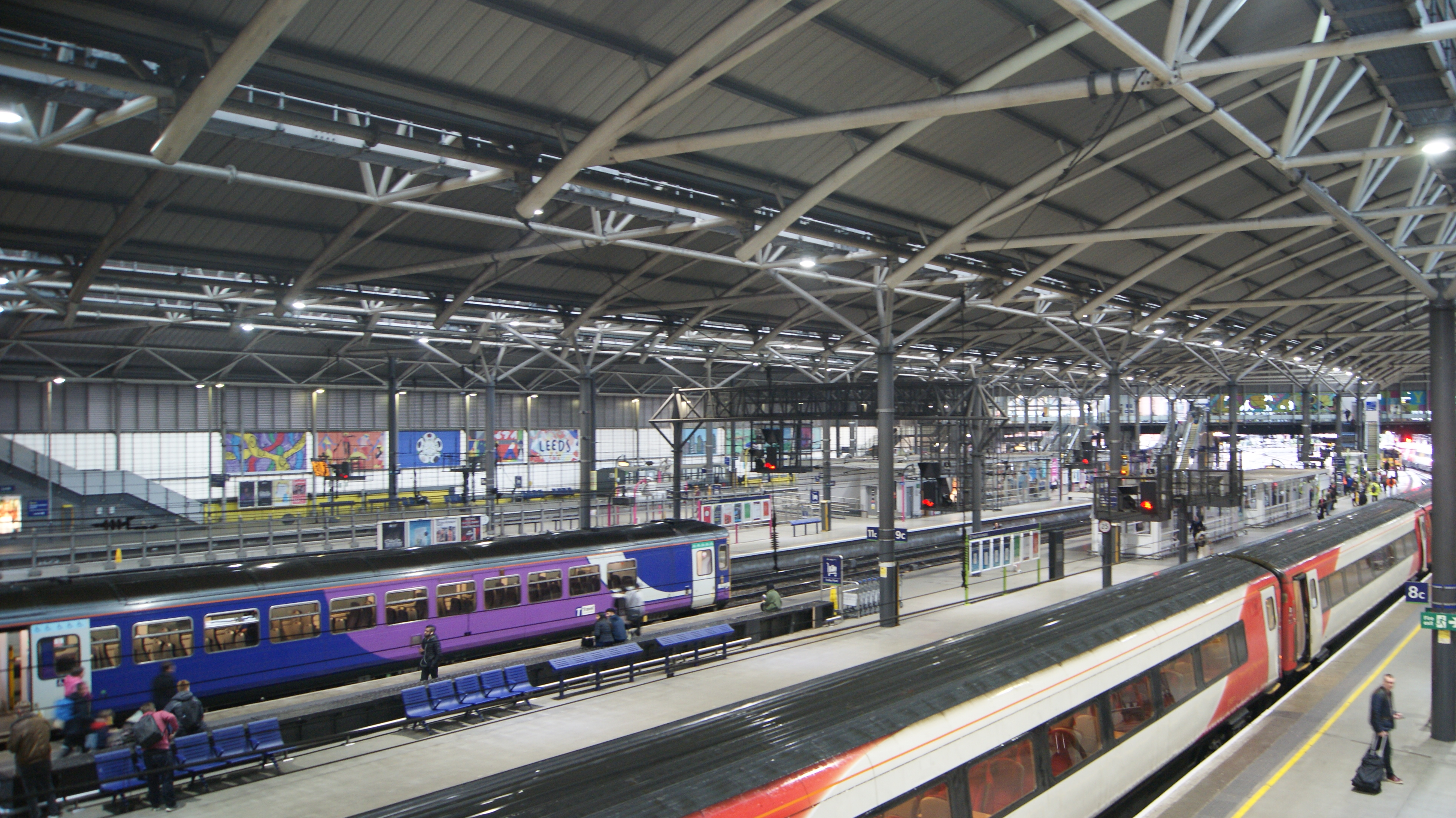
La gare en 2019.

## Service des voyageurs

### Intermodalité

Installations de la gare de Leeds
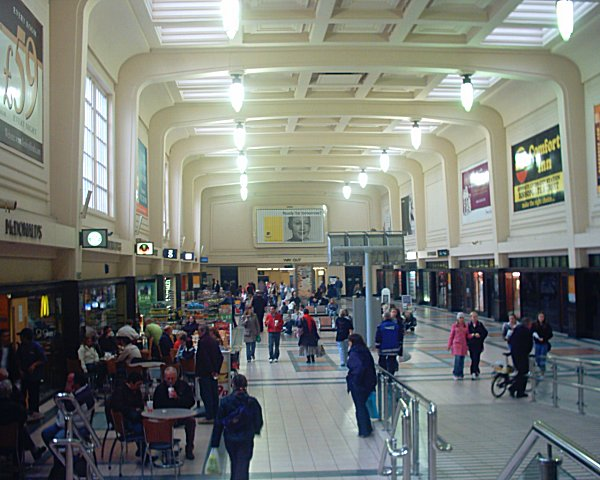
North Concorse
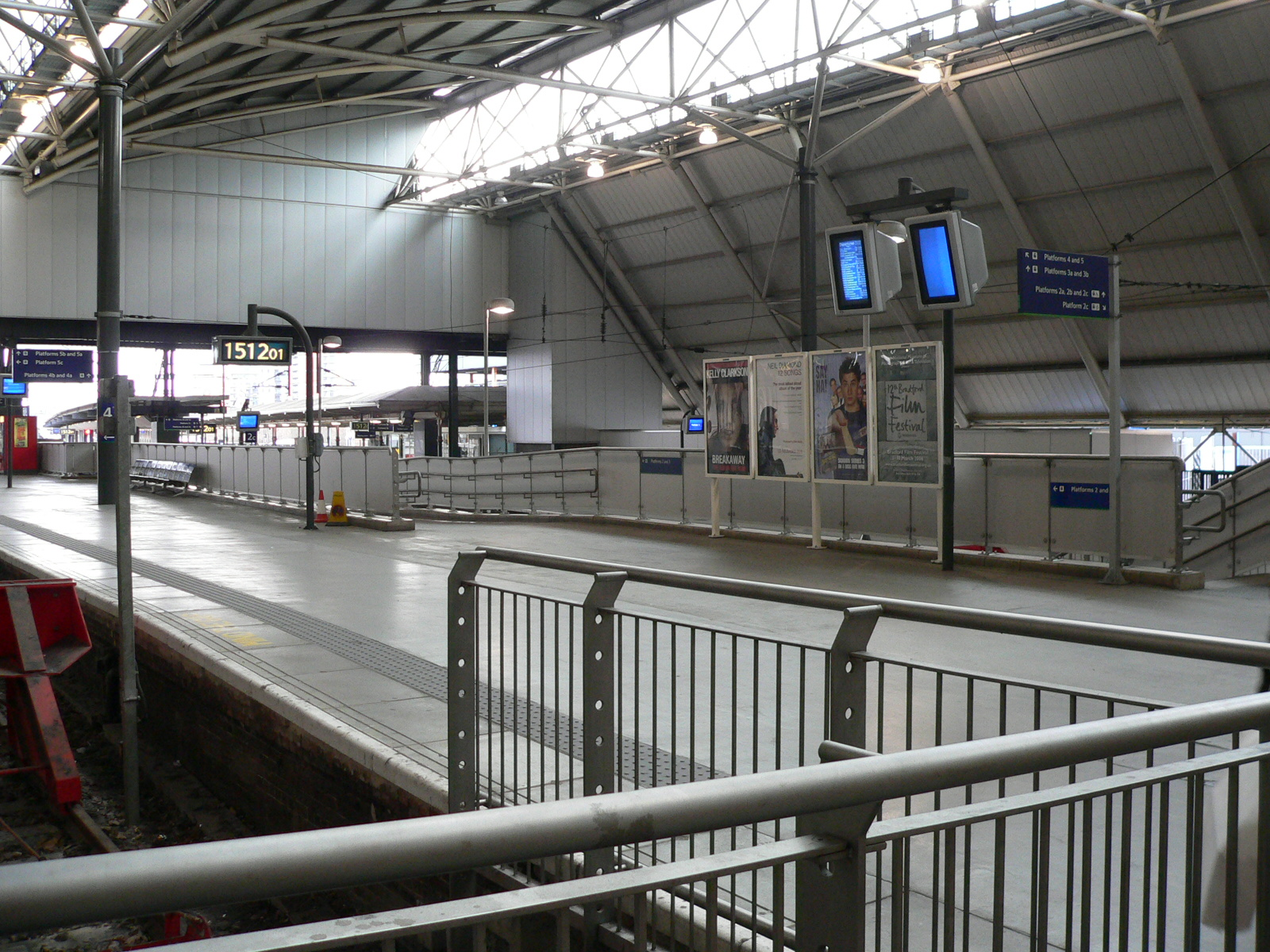
Platform 3 et Platform 5
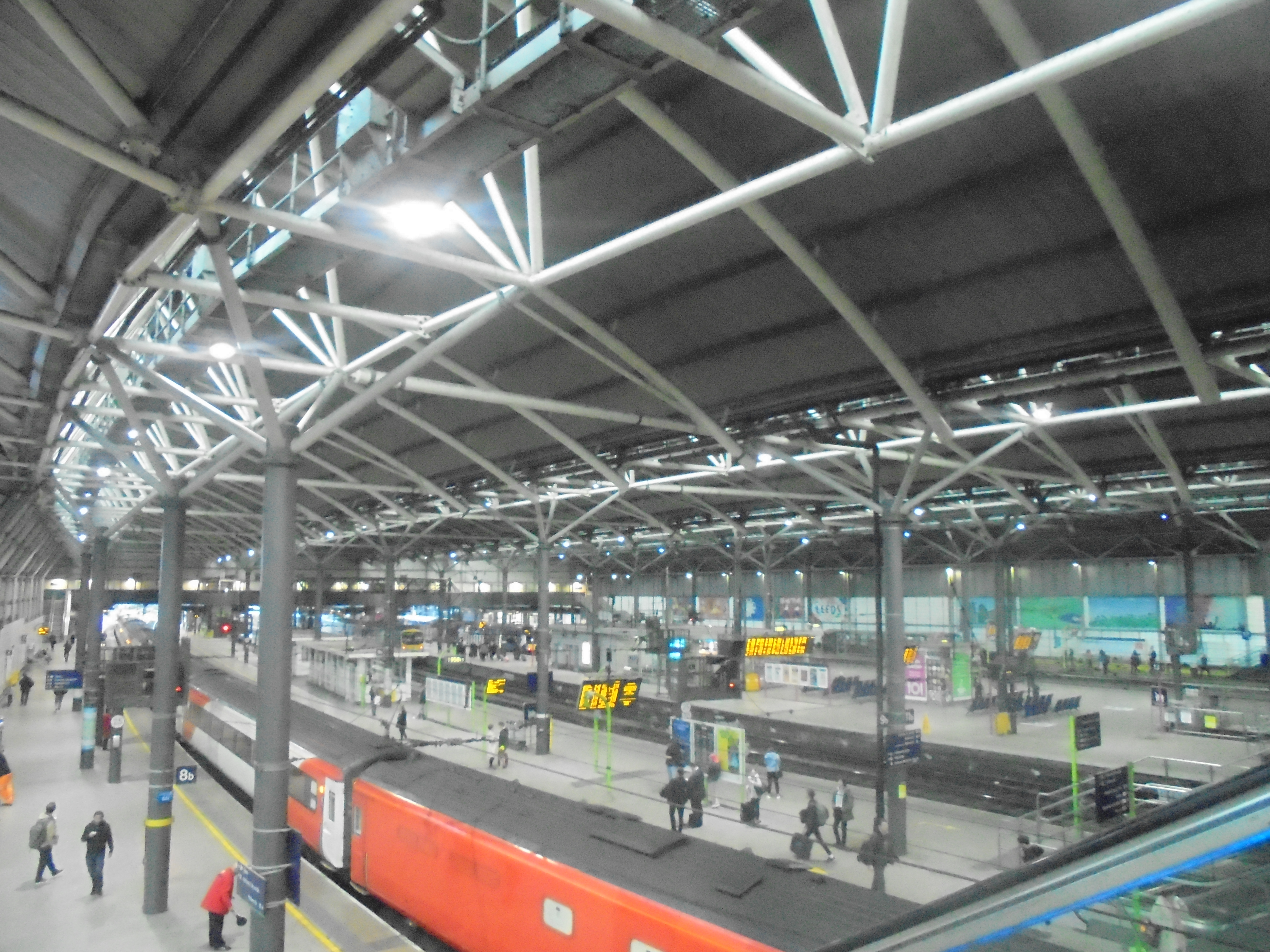
Platform 9 et Platform 11
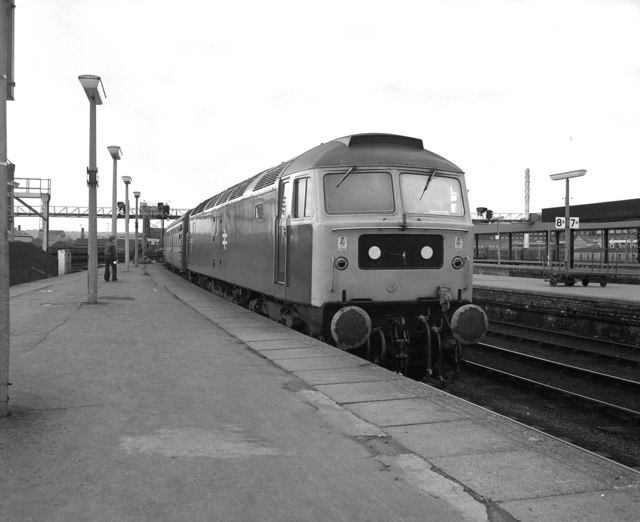
Gare de Leeds (1979)

## Projets
La gare de Leeds City est la troisième gare la plus fréquentée en dehors de Londres en Angleterre. Étant très fréquentée, une extension est nécessaire. Le nombre de passagers à Leeds devrait augmenter de 63 % d'ici 2029, ce qui signifie qu'une extension supplémentaire est nécessaire. 

### Remodelage futur
En octobre 2017, il a été proposé de rénover la station pour le schéma HS2 proposé. La proposition comprend de nouveaux quais sur le côté nord de Leeds ainsi que des services HS2 reliant les quais existants orientés Est-Ouest ainsi que les quais de terminus permettant des liaisons vers le « Northern Powerhouse Rail » proposé. En novembre 2017, des détails ont été publiés sur l'apparence de la station. 

### Extension
Des plans sont en cours d'élaboration pour augmenter la capacité de la gare avec de nouvelles voies et de nouveaux quais à côté du premier quai dans le parking côté rivière sur le site de la gare de Leeds Wellington d'origine pour répondre à la croissance prévue. Metro a également annoncé son intention de remplacer le quai 1 par trois quais distincts utilisant le parking à côté. Cela augmenterait le nombre de quais de 17 à 20. Les travaux de réalisation d'un quai terminal le long du quai 1 (appelé quai 0) ont commencé fin 2018 et devraient s'achever en 2021. 

### Concours sud
Network Rail prévoit d'améliorer le hall sud en ouvrant les puits de lumière pour laisser entrer la lumière naturelle. La première phase des travaux visera à réduire la congestion. Une mezzanine sera envisagée pour les unités de vente au détail. Network Rail a déclaré qu'il « étudie la faisabilité de la fourniture d'un nouveau toit au hall. Ce dernier projet sera mis en œuvre conjointement avec Bruntwood » dans le cadre du réaménagement de City House. 

### Service futur
En juin 2014, Network Rail a accepté Alliance Rail t / a Great North Western Railway Company (GNWR) pour exploiter des services entre London Euston et Leeds via Warrington Bank Quay et Huddersfield avec six services par jour dans les deux sens. Les services ont été proposés pour démarrer en 2017 en utilisant les trains Pendolino.  Cependant, en janvier 2015, les services proposés ont été rejetés.
La London North Eastern Railway prévoit d'exploiter des services directs entre London King's Cross et Huddersfield via Leeds à partir de 2020. 
Dans le cadre de la nouvelle franchise Arriva Rail North , à partir de mai 2019, il y aura un nouveau service horaire vers Chester , faisant escale à Bradford Interchange , Manchester Victoria et Warrington Bank Quay .  Initialement prévu pour décembre 2017  l'introduction a été retardée pour des raisons opérationnelles. De nouveaux services entre Halifax et Hull seront également introduits et ceux à Nottingham seront réacheminés via Wakefield Westgate plutôt que via Barnsley (économisant plus de 20 minutes de trajet) et prolongés vers / depuis Bradford Interchange. Il y aura également de nouveaux services directs vers Lincoln via Barnsley et Worksop.  Ces nouvelles routes seront commercialisées sous la marque «Northern Connect» et utiliseront de nouvelles DMU .

### Quais de la ligne HS2
Une maquette graphique montrant comment les nouveaux quais HS2 (bleu) seront implantés par rapport aux quais existants de la gare de Leeds (rose).
Le projet initial de HS2 envisageait une nouvelle gare distincte située au sud de la rivière Aire à New Lane.  Cependant, un examen ultérieur en novembre 2015 recommande plutôt que les quais de la HS2 soient ajoutés à la station existante. Ceux-ci s’implanteraient en partie sud du bâtiment existant et enjamberaient la rivière selon un axe Nord-Sud pour former une figure en « T ».
Sans relier directement les lignes ferroviaires, il permettra un accès commun pour faciliter les correspondances entre les services ferroviaires à grande vitesse et classiques. Ces plans ont été approuvés par le gouvernement en novembre 2016. 